# Bruce Chatwin
Bruce Charles Chatwin (Sheffield, 13 de maio de 1940 — Nice, 18 de janeiro de 1989) foi um romancista e escritor de viagens inglês.

## Vida
Desde o nascimento, Chatwin viveu na casa dos seus avós maternos em Dronfield, Derbyshire, na Inglaterra, pois a sua mãe, Margharita (Turnell, quando solteira), tinha-se mudado para casa dos seus pais quando o pai de Bruce, Charles Chatwin, foi alistado na Reserva Naval.
Bruce viveu a sua infância em West Heath, nas West Midlands, em Birmingham, onde seu pai era advogado, e estudou no Marlborough College, no Wiltshire.
Depois de deixar o Marlborough College em 1958, Chatwin mudou-se, embora com alguma relutância, para Londres, a fim de trabalhar como porteiro no departamento de obras de arte do leiloeiro Sotheby's. Graças a sua apurada acuidade visual, rapidamente se tornou um dos peritos da Sotheby's em Impressionismo. Acabaria por ser nomeado, mais tarde, diretor da empresa.
No final de 1964, Chatwin começou a padecer de problemas de visão, o que ele atribuía à exigência de seu trabalho, na análise detalhada das obras de arte. Foi-lhe diagnosticado estrabismo latente e recomendado um período de descanso de seis meses. A conselho do seu oftalmologista, viajou até ao Sudão. No regresso, Chatwin rapidamente se desinteressou do mundo da arte, voltando sua atenção para a arqueologia. Assim, deixou a Sotheby's no início do verão de 1966. e, em outubro do mesmo ano, matriculou-se na Universidade de Edimburgo para estudar arqueologia. No entanto, apesar de ter ganho o Wardrop Prize pelo melhor projeto de primeiro ano, achou o rigor do estudo académico da arqueologia muito enfadonho, tendo permanecido apenas dois anos na cidade e abandonando a Universidade sem se licenciar.

## Carreira literária
Em 1972, Chatwin foi contratado pela Sunday Times Magazine como assessor para os temas de arte e arquitetura. A sua contribuição para a revista permitiu-lhe cultivar as suas competências de narração e viajar em trabalho para escrever artigos sobre temas como emigrantes argelinos e a Grande Muralha da China e para entrevistar personalidades tão diversas como André Malraux em França e Nadezhda Mandelstam na União Soviética.
Em 1972, Chatwin entrevistou a arquiteta e designer Eileen Gray, então com 93 anos, no seu atelier de Paris, onde reparou no mapa da Patagónia, na América do Sul, que ela tinha pintado. "Sempre quis ir até lá", disse Bruce. "Também eu", respondeu ela. "Vá lá por mim." Dois anos mais tarde, em novembro de 1974, Chatwin voou para Lima, no Peru, e um mês depois estava na Patagónia, onde se demorou seis meses. Essa viagem resultou no seu livro In Patagonia (1977), que o lançou como reputado escritor de viagens. Mais tarde, contudo, os residentes da Patagónia viriam a contrariar os eventos descritos no livro de Chatwin. Seria a primeira vez, mas não a última, que conversas e personagens descritos por Chatwin, foram alegadamente ficcionalizados.
Trabalhos posteriores incluíram O Vice-rei de Uidá (The Viceroy of Ouidah), um estudo ficcional sobre o traficante de escravos baiano Francisco Félix de Sousa - que, no livro, é chamado Francisco Manuel da Silva - e suas atividades no Benim. Para The Songlines, Chatwin viajou até a Austrália no intuito de elaborar a tese de que as canções dos aborígenes australianos são resultantes do cruzamento de um mito da criação, de um atlas e da história pessoal do homem aborígene. On The Black Hill situa-se nas colinas das quintas das fronteiras do País de Gales, descrevendo as relações entre dois irmãos, Lewis e Benjamin, que crescem isolados da história do século XX.  O livro ganhou o James Tait Black Memorial Prize. Utz, o seu último livro, resulta da observação ficcional da obsessão que leva as pessoas a colecionar objetos. Situado em Praga, o romance descreve a vida e a morte de Kaspar Utz, um homem obcecado pela colecção de porcelana de Meissen.
Chatwin estava a trabalhar num conjunto de novas ideias para futuros romances, incluindo um épico transcontinental, provisoriamente intitulado Lydia Livingstone, quando morreu, em 1989.

## Morte
Por volta de 1980, Chatwin contraiu o HIV, fato que gerou diferentes relatos sobre a forma como teria contraído o vírus. Numa delas conta que teria sido estuprado por uma gangue em Daomé ou a de que teria sido contaminado por Sam Wagstaff, o mecenas e amante do fotógrafo Robert Mapplethorpe. Embora escondesse a doença - justificando seus sintomas como sendo efeitos de uma suposta infecção fúngica ou decorrentes da mordida de um morcego chinês - tratava-se de um segredo de polichinelo. O fato é que ele não respondeu bem ao AZT. Além disso, sofria surtos psicóticos e sua condição se deteriorou rapidamente. Nos seus últimos meses de vida, ele e sua esposa foram viver no sul da França, na casa da mãe de sua antiga amante, Jasper Conran. Lá Chatwin foi cuidado por sua esposa e pela hospedeira. Ele morreu em Nice, em 1989, aos 48 anos, por complicações decorrentes da AIDS. Ele foi uma das primeiras pessoas famosas a contraírem a doença, na Grã-Bretanha.
Suas cinzas foram espalhadas perto da capela bizantina de Kardamyli no Peloponeso - perto da casa de um dos seus mentores, o escritor Patrick Leigh Fermor.

## Obra
- Na Patagónia - no original In Patagonia 1977
- O vice-rei de Ajudá - no original The Viceroy of Ouidah 1980
- Os gémeos de Black Hill - no original On The Black Hill 1982
- O canto nómada - no original The Songlines 1987
- Utz - no original Utz 1988
- O que faço eu aqui? - no original What Am I Doing Here? 1989
- Photographs and Notebooks 1993
- Anatomia da errância: escritos vários - no original Anatomy of Restlessness 1997
- Winding Paths 1998

## Documentários
- In The Footsteps of Bruce Chatwin. de Paul Yule; (2x60 mins) BBC, 1999.Berwick Universal Pictures